# 国際秘密警察 鍵の鍵
『国際秘密警察 鍵の鍵』 (こくさいひみつけいさつ かぎのかぎ）は、谷口千吉監督による1965年の日本のスパイ映画。「国際秘密警察シリーズ」の第4作。

## ストーリー
トンワン国に潜入していた北見は、同国の情報長官・スリタイから、ミーチン・白蘭と共にトンワンの反政府ゲリラ「闇」を率いるゲゲンから、彼らが隠し持つ大量の資金を奪ってほしいと依頼された。横浜の洋上に船を浮かべ、そこで違法賭博や売春で資金を稼ぐゲゲン一味を追って日本にやってきた3人は、ゲゲンに横浜の縄張りを荒らされて頭に血がのぼっていたギャング・蔡と共闘してゲゲンの資金を奪うべく、変装して彼らの船に乗込む。しかし、船の中の金庫には現金はなく、暗号らしき文の書かれた紙が一枚入っているだけだった。

## キャスト
- 北見次郎 : 三橋達也[1]
- 蔡何青 : 黒部進[1]
- ゲゲン : 中丸忠雄[1]
- ミーチン : 浜美枝[1]
- 白蘭 : 若林映子[1]
- スリタイ : 中村哲[1]
- カペナム : 春日章良[1]
- ドルド : 大木正司[1]
- 稲川 : 堺左千夫[1]
- 沼口 : 天本英世[1]
- バーロ : モニカ・ペイド[1]
- 葉子 : 北あけみ[1]
- チョオ : 桐野洋雄[1]
- トンワン人の男 : 岩本弘司[1]
- トンワン人の男 : 伊吹新[1]
- トンワン人の男 : 宇留木耕嗣[2]
- 白人娘 : J・ジョーンズ[2] (ジョイス・ジョンズ[1])
- 宮廷のトンワン人 : 池田生二[1]
- 国王の侍従員 : 安芸津広[2]
- 国王の侍従員 : 吉頂寺晃[2]
- 踊る青年：安岡力也
- カジノの客：オスマン・ユセフ

※ノンクレジット
- 西條康彦
- 堤康久
- 古田俊彦
- 大前亘
- 荒木保夫

## スタッフ
以下のスタッフ名は東宝に従った。
- 製作 : 田中友幸, 森田信
- 脚本 : 安藤日出男
- 監督 : 谷口千吉
- 撮影 : 山田一夫
- 音楽 : 別宮貞雄
- 照明 : 山口偉治
- 美術 : 植田寛
- 録音 : 矢野口文雄
- スチル : 高木暢二
- 編集 : 黒岩義民
- 振付 : 竹部菫